# India himnusza
Az indiai himnusz zenéjét és szövegét Rabindranáth Tagore (1861-1941) szerezte. 1950. január 24-én fogadták el hivatalosan.

## Devanagari szöveg
जन गण मन अधिनायक जय हे
भारत भाग्य विधाता
पंजाब सिंधु गुजरात मराठा
द्राविड़ उत्कल बंग
विंध्य हिमाचल यमुना गंगा
उच्छल जलधि तरंग
तव शुभ नामे जागे
तव शुभ आशीष मागे
गाहे तव जय गाथा
जन गण मंगलदायक जय हे
भारत भाग्य विधाता
जय हे, जय हे, जय हे
जय जय जय जय हे

## Olvasata (magyar átírással)
Dzsana-Gana-Mana-Adhinájaka, Dzsaja He
Bhárata-Bhágja-Vidhátá
Pundzsáb-Szindhu-Gudzsaráta-Marátha-Drávida-Utkala-Banga
Vindhja-Himácsala-Jamuná-Gangá
Uccshala-Dzsaladhi Taranga
Tava Subha Name Dzságe
Tava Subha Asisa Máge
Gáhe Tava Dzsaja Gáthá.
Dzsana-Gana-Mangala Dájaka, Dzsaja He
Bhárata-Bhágja-Vidháta,
Dzsaja He, Dzsaja He, Dzsaja He,
Dzsaja Dzsaja Dzsaja, Dzsaja He

## Bengáli szöveg
জনগণমন-অধিনায়ক জয় হে ভারতভাগ্যবিধাতা!
পঞ্জাব সিন্ধু গুজরাট মরাঠা দ্রাবিড় উত্‍‌কল বঙ্গ
বিন্ধ্য হিমাচল যমুনা গঙ্গা উচ্ছলজলধিতরঙ্গ
তব শুভ নামে জাগে, তব শুভ আশিস মাগে,
গাহে তব জয়গাথা।
জনগণমঙ্গলদায়ক জয় হে ভারতভাগ্যবিধাতা!
জয় হে, জয় হে, জয় হে, জয় জয় জয়, জয় হে॥

## Angolul
Thou art the ruler of the minds of all people, dispenser of India's destiny.
Thy name rouses the hearts of Punjab, Sindh, Gujarat and Maratha, of the 
Dravida and the Orissa (Utkala) and Bengal;
It echoes in the hills of the Vindyas and Himalayas, mingles with the music of 
Jamuna and Ganga and is chanted by the waves of the Indian Sea.
They pray for thy blessings and sing thy praise. The saving of all people
waits in thy hand, thou dispenser of India's destiny.
Victory, victory, victory to thee.

## Magyar fordítás
Te vagy, ki minden ember elméjét uralod, Te vagy India sorsának kormányosa
Neved felébreszti Pandzsáb, Szindh, Gudzsarát, Mahárástra, a dravidák, Orisza és Bengália szívét
Ott visszhangzik a Vindja és a Himalája hegyei között, ott cseng a Jamuna és a Gangesz zenéjében, ezt dalolják az Indiai-óceán hullámai
A Te áldásaidért könyörögnek, a Te dicséreted éneklik. Minden ember sorsa a Te kezedben vár, Te vagy India sorsának kormányosa.
Győzelem, győzelem, győzelem neked.

## Változtatás a szövegében
1950-ben az indiai kormányzat hivatalosan megváltoztatta a himnusz szövegét: a Pakisztán részét képező korábbi Szindh tartomány helyett Szindhu került a szövegbe, amely az Indus folyam indiai megnevezése.